# سي ثري بي أو

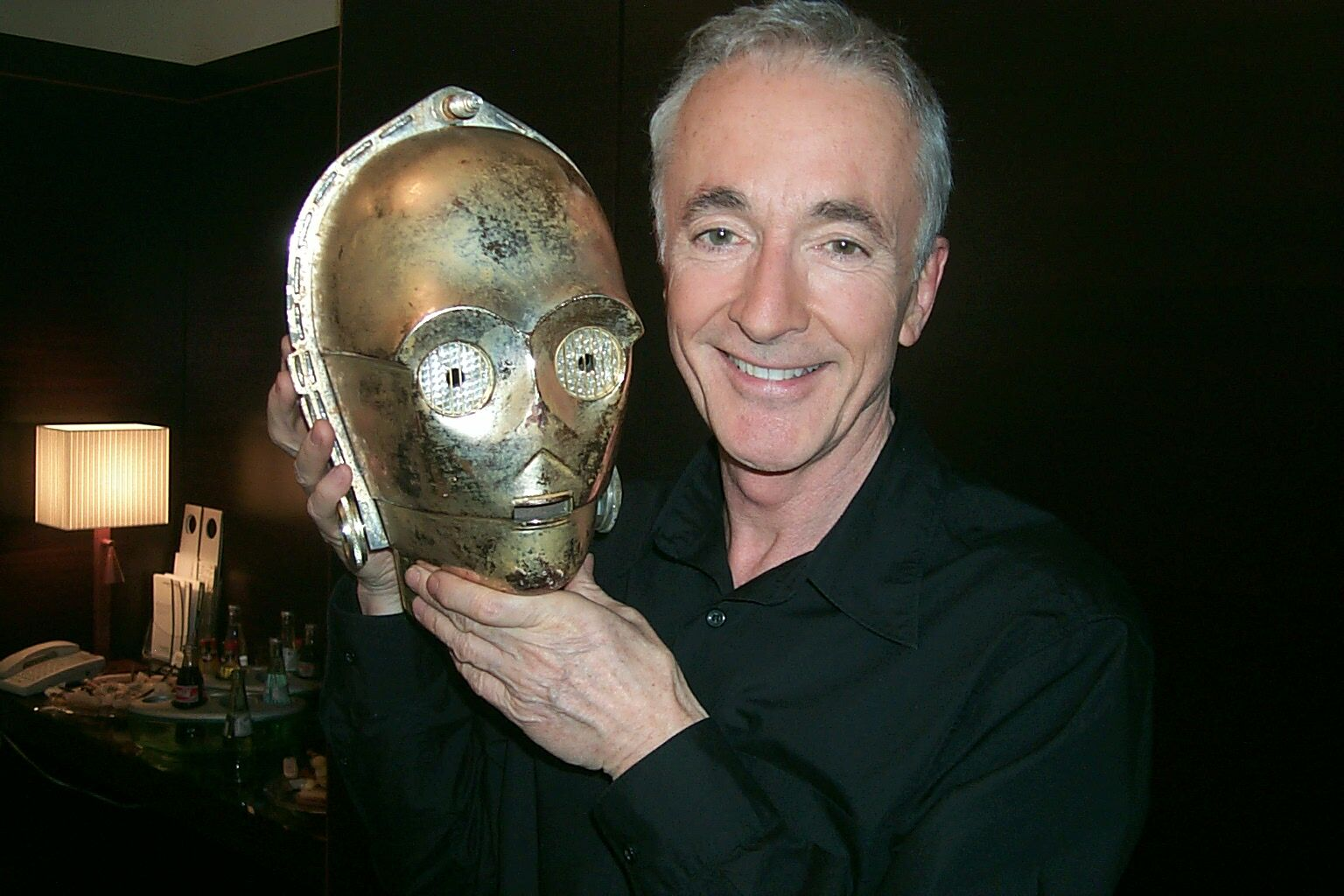
الممثل أنطوني دانيالز مع قناع سي ثري بي أو

سي ثري بي أو (بالإنجليزية: C-3PO)‏ ويدعى أحيانا ثريبيو، هو شخصية آلية من عالم حرب النجوم ويظهر في كل من أفلام حرب النجوم الأصلية والثلاثية اللاحقة. وكان شخصية رئيسية في برنامج ABC التلفزيوني حرب النجوم: الآليون، ويظهر كثيرا في الروايات والقصص المصورة وألعاب الفيديو داخل عالم حرب النجوم الموسع. سي ثري بي أو هو أحد أربع شخصيات (مع أناكين سكايواكر (دارث فيدر)، أوبي وان كينوبي وآر تو دي تو)، ظهرت في جميع أفلام حرب النجوم الستة. لعب دور الشخصية من قبل أنتوني دانيلز في كل الأفلام؛ وهو الشخصية الوحيدة (مع آر تو دي تو الذي لعب دوره كيني بيكر) التي لعب دورها نفس الممثل في الأفلام الستة.
سي ثري بي أو هو نظام آلي صمم لخدمة البشر، ويفتخر بتحدثه الطليق «بأكثر من ستة ملايين شكل اتصال». وكثيرا ما يظهر بجانب رفيقه القديم، آر تو دي تو. وظيفته الرئيسية الإشراف على السلوك والعادات والترجمة لتسهيل مسار اجتماعات الثقافات المختلفة. وفي حين تختلف روبوتات الترجمة في ألوانها، فيتميز سي ثري بي أو بلونه الذهبي مع لون فضي من أسفل الركبة اليمنى.

## الظهور في الأفلام

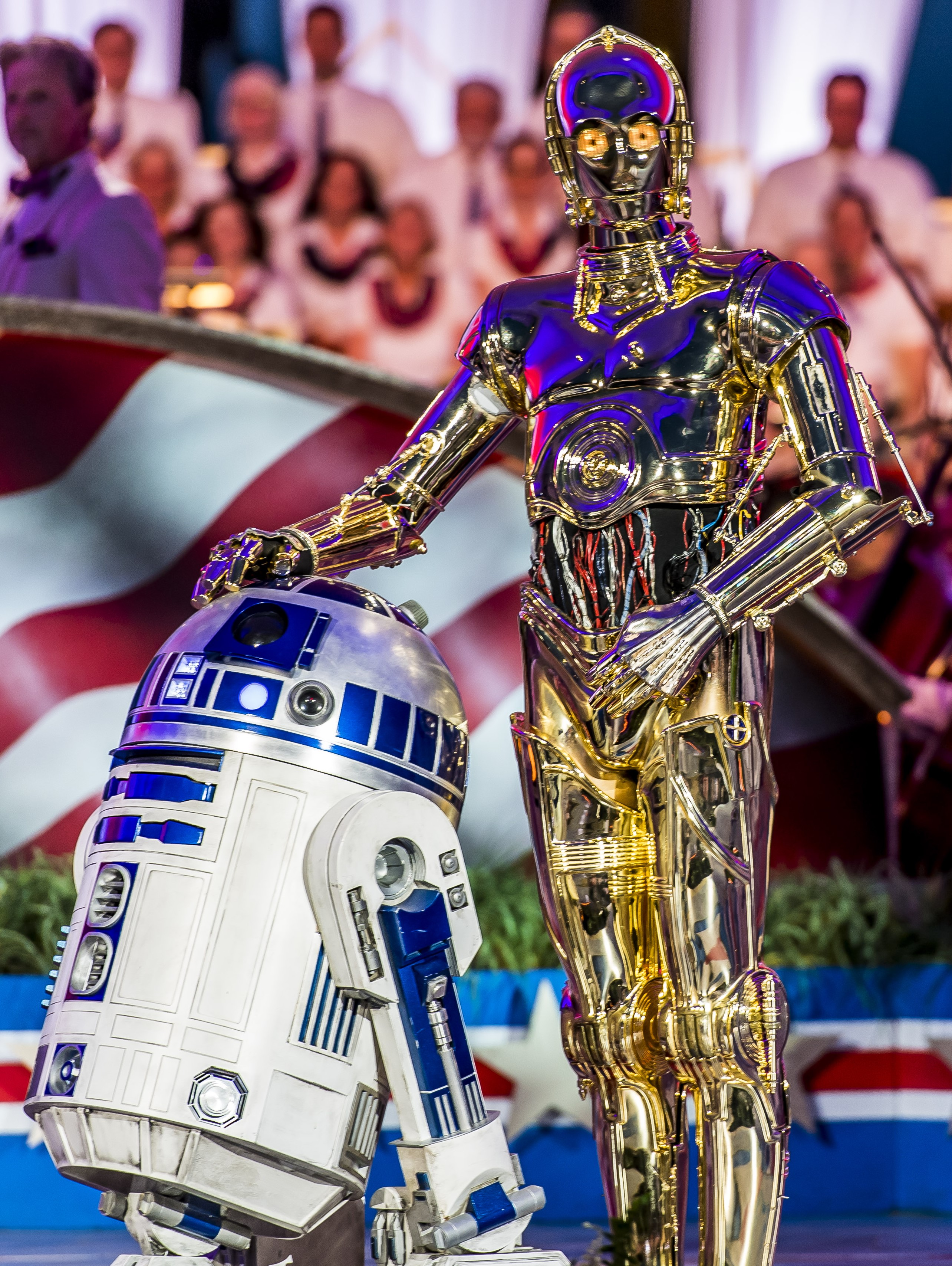
بروفة لحفلة موسيقية واحتفال "A Capitol Four".

### الثلاثية الأصلية
في الحلقة الرابعة أمل جديد، ظهر سي ثري بي أو أمام الجمهور مع رفيقه آر تو دي تو على متن السفينة القنصلية تانتيف 4 عندما هاجمها دارث فيدر مع سفينته مدمرة النجوم. ترك آر تو دي تو السفينة ليسلم رسالة سرية إلى أوبي وان كينوبي، وتبعه سي ثري بي أو حتى وصلا إلى كوكب تاتوين. تم القبض على الثنائي هناك من قبل كائنات الجاوا وأخذا ليتم بيعهما. واستطاع سي ثري بي أو أن يقنع مشتريه أن يشتري معه آر تو دي تو
خلال الفيلم يقوم سي ثري بي أو بالرد على كلام آر تو دي تو، بشكل يفسر فيه كلامه الآلي للجمهور. كان سي ثري بي أو ملكا لقائد السفينة تانتيف 4، ودائما ما يظهر سي ثري بي وهو يتبع آر تو دي تو، بينما آر تو دي تو يحتاج رفيقه ليترجم له. وعندما تضرر آر تو في معركة يافين، عرض سي ثري بي أو أن يتبرع بأي أجزاء ميكانيكية ليساعد في تصليحه.
كما يظهر أن سي ثري بي أو يتمتع بجانب من الإدراك، حيث يلجأ للكذب ويفضل أناسا عن آخرين، وقد ساعد لوك مرات عديدة بخداعه للأشرار. ما يجعله يتمتع باستقلال ذاتي لا يخضع لقوانين الروبوتات الثلاثة التي وضعها إسحق أسيموف.
في فيلم الإمبراطورية ترد الضربة، يتعرف سي ثري بي أو على المسبار الذي أطلقته الإمبراطورية، وأنذر الثوار أن الإمبراطورية تعرف موقعهم على الكوكب السادس من نظام هوث. يهرب سي ثري بي أو مع هان سولو وتشوباكا والأميرة ليا ويصلان إلى مدينة السحاب في كوكب بيسبين، بينما يذهب آر تو مع لوك في بحثه عن يودا.
يتعرض سي ثري بي أو لهجوم في المدينة وينهار لقطع. يعثر تشوباكا على أجزائه ويعيد بناءها بشكل سيء، لكن دارث فادر يصل إلى المدينة ويسجنهما. يقوم تشوباكا بعدها بحمل أجزاء سي ثري بي أو على ظهره في الوقت الذي سجن فيه هان سولو في خلية الكاربونايت. وذلك قبل أن يهرب ثريبيو مع تشوباكا والأميرة ليا بعيدا عن قبضة دارث فادر.
في فيلم عودة الجيداي، يضع لوك خطة لاختراق قصر جابا ويأمر الآليين بتسليم رسالة إلى جابا ذا هات، حيث بدأ سي ثري بي أو بالعمل كمترجم لدى جابا. تفشل عملية الاختراق ويقرر جابا إلقاء الأبطال في حفرة الوحش سارلاك، لكنهم يستطيعون الهرب. يرافق سي ثري بي أو الفريق إلى كوكب قمر إندور لتعطيل مولد الدرع الذي يحمي نجمة الموت الثانية. يؤسر الأبطال من قبل كائنات الإيووك، لكنهم يظنون أن سي ثري بي أو هو إلههم. استطاع سي ثري بي أو إنقاذ رفاقه البشر من الأسر، وإقناع الإيووك بالقتال بجانبهم في المعركة

### الثلاثية السابقة
في تاريخ أحداث سلسلة حرب النجوم، ظهر سي ثري بي أول مرة في الحلقة الأولى تهديد الشبح حيث صنعه أناكين سكايواكر، الذي بناه من قطع الخردة. وفي الحلقة الأولى يقابل زميله المستقبلي آر تو دي تو، بالإضافة لشخصيات أخرى مثل كوي غون جين والملكة بادمي أميدالا وجار جار بينكس؛ ويقوم سي ثري بي أو بالتعاون مع آر تو دي تو لبناء مركبة السباق لأناكين، وأصبح جزءا من مساعديه في السباق. افترق أناكين مع ثريبيو بعد السباق وأكد للآلي أن أمه لن تبيعه.
في الحلقة الثانية، وتقع أحداثها بعد 10 سنوات من الحلقة الأولى، أحس أناكين أن أمه في خطر بعد أن اختطفها مجموعة من الغزاة. هناك اجتمع اناكين مع ثريبيو مجددا وعرّفه بعائلة أمه الجديدة. وعندما عاد أناكين مع جثة أمه ظهر ثريبيو بين من حضروا جنازتها. قام ثريبيو بمرافقة الأبطال إلى كوكب جيونوسيس لإنقاذ أوبي وان كينوبي، ثم رافق آر تو دي تو إلى موقع خردة الروبوتات، حيث تم فصل رأسه وتركيبه على جسد روبوت مقاتل وشارك في المعركة النهائية في الفيلم. وفي نهاية الفيلم شارك في زفاف بادمي أميدالا وأناكين
في الحلقة الثالثة، كان سي ثري بي أو يعلم بحمل بادمي، وعاد مع رفيقه بعد أن قام أناكين بقتل الجيداي. وكان شاهدا على تحول سيده إلى الجانب المظلم من القوة. يرافق ثريبيو الأميرة إلى كوكب موستافار حيث تحول أناكين إلى دارث فادر. يقود سي ثري بي أو السفينة إلى بوليس ماسا وحيث تنجب بادمي طفليها، لوك وليا، ثم تموت بعدها بقليل. أصبح سي ثري بي أو ورفيقه تحت رعاية بايل أورغانا، الذي أمر بمحو ذاكرته لحماية التوأم من بالباتين وفادر.

### العالم الموسع
سي ثري بي أو هو شخصية رئيسية في الروايات واقصص المصورة وألعاب الفيديو التي كتبت خارج إطار الثلاثيتين. وظل يحمل المظهر والخصائص نفسها، حيث يقوم بوظيفته كمرافق ومساعد ومترجم للشخصيات الرئيسية، كما أنه يقوم بالكشف عن مواقع أعدائهم وحل المشاكل التي يقعون فيها.

## خلف الكواليس
لعب دور الشخصية الممثل الإنكليزي أنطوني دانيالز في كل أفلام حرب النجوم الستة. في الحلقة الأولى تم إدخال الشخصية كنموذج آلي وأدى دانيالز صوته، وأزيلت صورة فنان التحريك بعد الإنتاج. في الحلقة الثانية، عهد إلى دانيالز بالسيطرة على التحريك في عدة مشاهد إلا أنها حذفت لاحقا. في الحلقة الثالثة (وكذلك الرابعة قبل عشرين عاما) لبس دانيالز البدلة وأدى الصوت في أغلب المشاهد.
لعبت دانيالز أيضا دور الشخصية في حلقة حرب النجوم الخاصة بعيد الميلاد. كما أدى صوتها في مسلسلات حروب المستنسخين (2003 و2008) ومسلسل حرب النجوم: الآليون، وكذلك الاقتباس الإذاعي للثلاثية الأصلية. كما أدى بصوته في رحلة النجوم التي أقيمت في ديزني لاند عام 1987.
لم يوافق دانيالز في البداية على دوره، لكنه وافق بعد أن قرأ دوره في النص ورأى الرسوم الأولية التي صممها رالف ماكواري، والتي استلهمها من شخصية ماشينمينش (الإنسان الآلي) من فيلم فريتز لانغ الشهير متروبوليس.